# 柳生十兵衛七番勝負
『柳生十兵衛七番勝負』（やぎゅうじゅうべえななばんしょうぶ）は、津本陽の小説。2004年に文藝春秋から出版された。これを原作とした村上弘明主演による同名のテレビドラマが2005年に放送され、シリーズ化もされた。

## あらすじ
徳川家康が江戸に幕府を開いて以来、徳川将軍家の兵法指南として栄達の道をすすむ柳生宗矩。その嫡男十兵衛は、徳川家光の近習として幼少より仕える。しかし二十歳を過ぎた頃、十兵衛は突然、家光の勘気にふれ追放の身となる。実はこの追放劇は彼を隠密として野に放つための狂言であった。十兵衛は諸国を巡り、破邪顕正の剣で徳川幕府に不満を抱く者、仇なすものを討つ隠密剣士として闘う。

## テレビドラマ

### 概要
2005年4月1日 - 5月6日の21:15 - 21:59、全6回にてNHK総合テレビの『金曜時代劇』で放送された。
主人公・柳生十兵衛の村上弘明を、近衛十四郎と千葉真一に次ぐ三代目・村上十兵衛と位置づけて制作され、二代目・千葉は宮本武蔵で出演。剣豪同士の戦いに、徳川幕府の転覆を図り暗躍する者たちが絡まり、物語が進行していく展開となっている。テーマは「痛みのある殺陣」で、真実味のある剣術の戦いを描くことに重きがおかれた。村上にとって、『金曜時代劇』の主演は『腕におぼえあり』以来、12年ぶりである。
本作が大層好評だったことから、続編として2006年の『柳生十兵衛七番勝負 島原の乱』（全7回）、2007年の『柳生十兵衛七番勝負 最後の闘い』（全8回）とシリーズ化され、本作は2006年2月24日 - 3月31日やその後も時代劇専門チャンネル・NHK BSプレミアム・NHK総合テレビジョンで随時再放送されている。

### 出演

#### 主要人物
- 柳生十兵衛：村上弘明[4]、藤原琢真[5] （少年時代）
- 佐山寛平：苅谷俊介[4]
- 西岡大次郎：高野八誠[4]
- かえで：小沢真珠[4]
- 由比富士太郎：佐々木蔵之介[4]
- 柳生又十郎：森岡豊[6]
- 戸田勘解由：松重豊[4]
- 鳥居左京亮：西岡徳馬[4]
- 柳生宗矩：夏八木勲[4]

#### ゲスト
第1回「闇の剣」
- 徳川家光：安藤聖[7] （最終回）
- 徳川忠長：若林久弥[7] （第2回）
- 脇坂源之進：村井克行[7]（ - 第3回）
- 犬使い伝造：夏坂祐輝[7]
- 編笠の武士[注釈 1]：山田公男[8]

第2回「忠義の剣」
- 中村半左衛門：山口智充[7]
- 中村采女：三宅弘城[7]
- しの：河合美智子[7]
- 深山正兵衛：福本清三[7]
- 佐伯十内：綱島郷太郎[7]

第3回「影の剣」
- 山田五郎兵衛（島田無念）：ダンカン[7]
- うめ：矢沢心[7]
- 奥原弥五郎：佐渡稔[7]（最終回）
- 近山藤四郎：本宮泰風[7]（ - 最終回）

第4回「哀切の剣」
- 多田左兵衛：伊吹吾郎[7]
- 生駒弾正：中村有志[7]
- 坂野：浪花勇二[7]
- すず：渚あき[7]
- 茂平：横山あきお[7]
- みよ：三倉茉奈[7]
- さよ：三倉佳奈[7]
- 緒方：小沢和義[7]

第5回「邪の剣光の剣」
- 宮本武蔵：千葉真一[7]（特別ゲスト[4]）
- 市橋勘左衛門：茂山逸平[7]
- 雪江（勘左衛門の姉）：中江有里[7]
- 柳原主膳：安藤一夫[7]

最終回「終極の剣」
- 浅森仁右衛門：市川勇[7]
- 下村藤兵衛：佐藤敦[7]
- 吉川播磨：加納健次[7]
- 神崎勧十郎：大島光幸[7]
- 宮川左馬助：川端槙二[7]
- 源内：真砂皓太[7]

## スタッフ
- 原作：津本陽
- 脚本：池田政之
- 音楽：梅林茂
- 殺陣：久世浩
- 演出：長沖渉
- 制作統括：古川法一郎

## 放送リスト
| 回     | 放送日       | サブタイトル |
| ------ | ------------ | ------------ |
| 第1回  | 2005年4月1日 | 闇の剣       |
| 第2回  | 4月8日       | 忠義の剣     |
| 第3回  | 4月15日      | 影の剣       |
| 第4回  | 4月22日      | 哀切の剣     |
| 第5回  | 4月29日      | 邪の剣光の剣 |
| 最終回 | 5月6日       | 終極の剣     |

## 主題歌
「戦い続ける男達へ」
- 作詞・作曲：ジョー山中
- 歌：松田優作